# (27952) Atapuerca
(27952) Atapuerca (1997 PR4) – planetoida z grupy pasa głównego asteroid okrążająca Słońce w ciągu 3,67 lat w średniej odległości 2,38 j.a. Odkryta 11 sierpnia 1997 roku.